# Comeback
Comeback — совместный студийный альбом Александра Чернецкого и Сергея Чигракова, записанный и выпущенный в 2000 году.

## Об альбоме
Альбом представляет собой своеобразное «возвращение» (англ. comeback) участника группы «Разные люди» Александра Чернецкого и его воссоединение с ещё одним музыкантом харьковского коллектива Сергеем Чиграковым, более известным как «Чиж». Пластинка была записана после того, как Чернецкий переехал в Санкт-Петербург и возобновил там сольные и совместные выступления.
Часть песен с нового альбома были изданы ранее («Нехватка», «Будь!»), но около половины материала было написано Чернецким недавно. Чиграков помог старому знакомому, сделав аранжировки новых и старых песен. Репетиции проходили в помещении, где играл «Король и шут», а запись и сведение альбома были произведены на Петербургской студии грамзаписи весной 2000 года. Помимо Чигракова, в записи приняли участие другие именитые музыканты, среди которых Борис Шавейников («Аукцыон»), Андрей Васильев («ДДТ»), Евгений Баринов и Владимир Ханутин («Чиж & Co»), Александр Гордеев («Король и шут»). Альбом был посвящён памяти Владимира Александровича Чернецкого, отца артиста.
В рецензии на сайте Rock@Ru оценили удачность названия альбома, которое точно отражало его суть: «альбом… нельзя назвать „современным“,… скорее весь альбом это воспоминаня о прошлом, не слюнявые и радужные, а искренние и горькие, ироничные и злые». На сайте nneformat.ru, напротив, название сочли неудачным, но по другой причине: «Не надо было в названии Чижа приплетать. Я, конечно, понимаю, что бизнес, что реклама, что раскрученное имя, но всё же… Да и мало ли кто кому на гитаре подыгрывает?».

## Список композиций
Слова и музыка всех песен — написаны Александром Чернецким.
| №  | Название                        | Длительность |
| -- | ------------------------------- | ------------ |
| 1. | «Русская тоска»                 | 3:51         |
| 2. | «Лопань-река»                   | 4:41         |
| 3. | «Время»                         | 6:43         |
| 4. | «Молодой капитан (Памяти отца)» | 8:06         |
| 5. | «Будь!»                         | 2:55         |
| 6. | «Сигаретный окурок»             | 5:04         |
| 7. | «Нехватка»                      | 5:41         |
| 8. | «Good bye»                      | 4:17         |
| 9. | «20 и 6»                        | 2:59         |

## Участники записи
- Александр Чернецкий — вокал, акустическая гитара
- Сергей Чиграков — электрическая гитара, клавишные, перкуссия (7), губная гармоника (7), бэк-вокал
- Пётр Белецкий — бас-гитара, бэк-вокал
- Борис Шавейников — ударные
- Евгений Баринов — перкуссия
- Владимир Ханутин — ударные (1)
- Алексей Романюк — бас-гитара (9)
- Сергей Стародубцев — мандолина (1)
- Алексей Петродворцовый — пила (3)
- Юрий Морозов — звукорежиссёр